# Japan Soccer League Cup
Japan Soccer League Cup là giải đấu cúp liên đoàn ban đầu dành cho các đội bóng ở hạng đấu cao nhất bóng đá Nhật Bản trước khi thành lập J. League và sự ra đời cup của nó. Giải lần đầu được tổ chức năm 1973, nhưng không phải là giải thường niên cho tới năm 1976.
JSL Cup bao gồm các câu lạc bộ đến từ cả Hạng Nhất và Hạng Hai. Thể thức cũng khác nhau; có khi thì các câu lạc bộ thi đấu theo các bảng nhỏ có lần thì đấu loại trực tiếp. Khi thời gian thi đấu thay đổi vào năm 1985, cúp vẫn chỉ thi đấu trong một năm dương lịch, điều này vẫn giữ cho đến khi thành lập J. League.

## Chung kết
| Năm  | Vô địch                     | Tỉ số | Á quân                  | Sân vận động                              |
| ---- | --------------------------- | ----- | ----------------------- | ----------------------------------------- |
| 1973 | Towa Real Estate (chia sẻ)  | 1-1   | Yanmar Diesel (chia sẻ) | Sân vận động Quốc gia Nishigaoka, Tokyo   |
| 1976 | Hitachi                     | 1-0   | Công nghiệp Eidai       | Sân vận động Olympic Quốc gia, Tokyo      |
| 1977 | Điện Furukawa               | 4-0   | Yanmar Diesel           | Sân vận động Olympic Quốc gia, Tokyo      |
| 1978 | Mitsubishi Motors           | 2-1   | Công nghiệp Fujita      | Sân vận động Kanko, Okayama               |
| 1979 | Yomiuri FC                  | 3-2   | Điện Furukawa           | Sân vận động Nagai, Osaka                 |
| 1980 | Nippon Kokan                | 3-1   | Hitachi                 | Sân vận động Nagai, Osaka                 |
| 1981 | Mitsubishi Motors (chia sẻ) | 4-4   | Toshiba (chia sẻ)       | Utsunomiya Soccer Field, Utsunomiya       |
| 1982 | Điện Furukawa               | 3-2   | Yanmar Diesel           | Sân vận động Điền kinh Shizuoka, Shizuoka |
| 1983 | Yanmar Diesel               | 1-0   | Nissan Motors           | Sân vận động Midorigaoka Kofu, Kofu       |
| 1984 | Yanmar Diesel               | 3-0   | Toshiba                 | Sân vận động Komazawa, Tokyo              |
| 1985 | Yomiuri FC                  | 2-0   | Nissan Motors           | Sân vận động Bóng đá Toyohashi, Toyohashi |
| 1986 | Điện Furukawa               | 4-0   | Nissan Motors           | Sân vận động Điền kinh Mizuho, Nagoya     |
| 1987 | Nippon Kokan                | 3-0   | Sumitomo                | Sân vận động Điền kinh Mizuho, Nagoya     |
| 1988 | Nissan Motors               | 3-0   | Toshiba                 | Sân vận động Yokkaichi, Yokkaichi         |
| 1989 | Nissan Motors               | 1-0   | Yamaha Motors           | Sân vận động Bóng đá Toyohashi, Toyohashi |
| 1990 | Nissan Motors               | 3-1   | Điện Furukawa           | Sân vận động Điền kinh Mizuho, Nagoya     |
| 1991 | Yomiuri FC                  | 4-3   | Honda Giken             | Sân vận động Điền kinh Mizuho, Nagoya     |

## Thành tích theo câu lạc bộ
Các câu lạc bộ tính theo tên hiện tại, hoặc tên cuối cùng trước khi giải thể (được in nghiêng).
| Câu lạc bộ          | Vô địch | Á quân | Năm vô địch                | Năm á quân       |
| ------------------- | ------- | ------ | -------------------------- | ---------------- |
| Yokohama F. Marinos | 3       | 3      | 1988, 1989, 1990           | 1983, 1985, 1986 |
| JEF United Chiba    | 3       | 2      | 1977, 1982, 1986           | 1979, 1990       |
| Cerezo Osaka        | 3       | 2      | 1973 (chia sẻ), 1983, 1984 | 1977, 1982       |
| Tokyo Verdy         | 3       | 0      | 1979, 1985, 1991           |                  |
| Urawa Red Diamonds  | 2       | 0      | 1978, 1981 (chia sẻ)       |                  |
| NKK SC              | 2       | 0      | 1980, 1987                 |                  |
| Shonan Bellmare     | 1       | 1      | 1973 (chia sẻ)             | 1978             |
| Kashiwa Reysol      | 1       | 1      | 1976                       | 1980             |
| Consadole Sapporo   | 1       | 1      | 1981 (chia sẻ)             | 1988             |
| Eidai SC            | 0       | 1      |                            | 1976             |
| Kashima Antlers     | 0       | 1      |                            | 1987             |
| Júbilo Iwata        | 0       | 1      |                            | 1989             |
| MIO Biwako Shiga    | 0       | 1      |                            | 1991             |